# La Chevauchée des sept mercenaires
Série
Les Colts des sept mercenaires
(1969)
Pour plus de détails, voir Fiche technique et Distribution.
La Chevauchée des sept mercenaires (The Magnificent Seven Ride) est un western américain réalisé par George McCowan, sorti en 1972. Il s'agit du quatrième et dernier film faisant suite à Les Sept Mercenaires (The Magnificent Seven), inspiré du classique japonais Les Sept Samouraïs.

## Synopsis
Chris Adams, ancien mercenaire devenu marshal, s'installe dans une petite ville et épouse Arilla. Mais trois bandits, Shelly Donavan et les frères Allen, la tuent après l'avoir violée. Chris décide de poursuivre les assassins de sa femme, accompagné de Noah Forbes, un journaliste rencontré peu auparavant. Après avoir rapidement retrouvé et tué les Allen, la traque de Donavan mène les deux hommes au Mexique au village de Magdalena. Adams découvre dans l'église les dix-sept femmes du village violées et battues par une bande de bandits menée par De Toro, ainsi que peu après le corps de Donavan tué par Jim Mackay un vieil ami de Chris, ancien mercenaire devenu shérif de Magdalena qui a essayé de recruter Chris plus tôt et qui essayait de défendre Magdalena avec les hommes du village, mais ils furent tous tués par la bande à De Toro à cause de Donavan. Se sentant redevable envers son ami, Chris jure de finir son travail.
Chris Adams, toujours accompagné de Noah Forbes, promet aux femmes du village, dont Laurie Gunn, de les protéger contre De Toro. Une fuite dans le désert semblant impossible, tout comme le secours de la cavalerie américaine, il décide de s'adjoindre les services des cinq derniers criminels qu'il a arrêtés en échange de leur liberté. Ensemble, ils provoquent De Toro en enlevant sa femme, puis préparent leur défense du village, où des liens se créent peu à peu entre les femmes et leurs protecteurs. Grâce aux pièges, à la défense acharnée des sept mercenaires et au concours des femmes, la bande de De Toro est mise en déroute durant l'assaut du village. Chris tue lui-même De Toro durant la bataille. Les rares bandits survivants s’enfuient.
Chris Adams décide à la fin du film de rester au village avec Laurie Gunn dont il est tombé amoureux, de même que les deux autres survivants, Noah Forbes et Mark Skinner.

## Fiche technique
- Titre : La Chevauchée des sept mercenaires
- Titre original : The Magnificent Seven Ride
- Réalisateur : George McCowan
- Premier assistant-réalisateur : Robert Goodstein
- Scénariste : Arthur Rowe
- Producteur : William A. Calihan Jr. (crédité William A. Calihan)
- Société de production : The Mirisch Production Company
- Régisseur général : Robert Goodstein
- Casting : Lynn Stalmaster
- Directeur de la photographie : Fred J. Koenekamp (crédité Fred J. Koenekamp A.S.C.)
- Ingénieur du son : John Kean
- Compositeur de la musique originale et Direction musicale : Elmer Bernstein
- Éditeur musicale : Gerald Teuber
- Directeur artistique : John T. McCormack
- Décorateur : Joe Stone
- Accessoiriste : Sam Gordon
- Costumier homme : Eddie Armand
- Costumier femme : Joanne Haas
- Maquilleur : Leonard Engelman
- Coiffeuse : Marina Pedraza
- Script : Hazel W. Hall
- Monteur : Walter Thompson
- Assistant-monteur : William V. Todd
- Réenregistrement : W. O. Watson, Robert Hoyt
- Monteur son : Joseph Sikorski
- Effets spéciaux : Frank Brendel
- Titres : Modern Film Effects
- Tirage : Deluxe
- Enregistrement : Westrex recording system
- Distributeur : United Artists
- Budget estimé : 3 000 000 $
- Pays d'origine : États-Unis
- Format : couleurs — 35 mm — 1,85:1 — son mono
- Genre : western, action
- Durée : 100 minutes
- Date de sortie : 1972
- Affiche : Jouineau Bourduge (France)

## Distribution
- Lee Van Cleef (VF : Georges Atlas) : Marshal Chris Adams
- Michael Callan (VF : Michel Bedetti) : Noah Forbes
- Pedro Armendáriz Jr. (VF : Gérard Hernandez) : Pepe Carral
- Ralph Waite (VF : Claude Bertrand) : Jim Mackay
- James Sikking (VF : Jean Lagache) : Capitaine Andy Hayes
- Ed Lauter (VF : Roger Rudel) : Scott Elliot
- Luke Askew (VF : Gilles Guillot) : Mark Skinner
- Mariette Hartley (VF : Jocelyne Darche) : Arilla Adams
- Stefanie Powers (VF : Jeanine Freson) : Mme Laurie Gunn
- Gary Busey : Hank Allan
- Allyn Ann McLerie : Mme Donavan

## Série
Ce film fait partie d'une série de films :
- 1960 : Les Sept Mercenaires (The Magnificent Seven) de John Sturges
- 1966 : Le Retour des sept (Return of the Seven) de Burt Kennedy
- 1969 : Les Colts des sept mercenaires (Guns of the Magnificent Seven) de Paul Wendkos
- 1972 : La Chevauchée des sept mercenaires (The Magnificent Seven Rides) de George McCowan

Cette série de films inspire aussi une série télévisée :
- 1998 : Les Sept Mercenaires